# Клеменція Габсбурзька
Клеменція Габсбурзька або Клеменція фон Габсбург або Клеменція Австрійська (італ. Clemenza d'Asburgo, фр. Clémence de Habsbourg нім. Clémence von Habsburg; бл. 1262, Відень, Австрійське герцогство — лютий 1293 або кінець серпня 1295, Неаполь Неаполітанське королівство) — німецька принцеса, титулярна королева Угорщини. Дочка короля Німеччини Рудольфа I з роду Габсбургів. Дружина принца Салерно і титулярного короля Угорщини Карла Мартела Анжуйського з Анжу-Сицилійського дому.

## Життєпис
Клеменція народилася близько 1262 року у Відні. Вона була дочкою німецького короля Рудольфа I Габсбурга і Гертруди фон Гогенберг.
8 січня 1281 року у Відні Клеменція вийшла заміж за неаполітанського принца Карла Мартелла Анжуйського. Їх шлюб був організований Рудольфом I і папою Григорієм X ще в жовтні 1275 року і повинен був закріпити союз Рудольфа I з королем Карлом I Анжуйським, дідом Карла Мартелла. Клеменція овдовіла, коли її чоловік помер від чуми в Неаполі в 1295 році у неповні 24 роки. З приводу смерті Клеменції існують різні дані. За однією версією вона померла під час пологів 7 лютого 1293 року, за іншою — від чуми наприкінці серпня 1295 року. Клеменція Габсбурзька була похована в соборі Святого Януарія в Неаполі..

## Родина
Чоловік — Карл Мартелл Анжуйський.
Діти:
- Карл Роберт (1288—1342) — король Угорщини
- Беатриса[en] (1290—1343) — дружина Жана II, дофіна В'єннського
- Клеменція (1293—1328) — друга дружина короля Франції Людовика X[6][7].